# مول.اپین

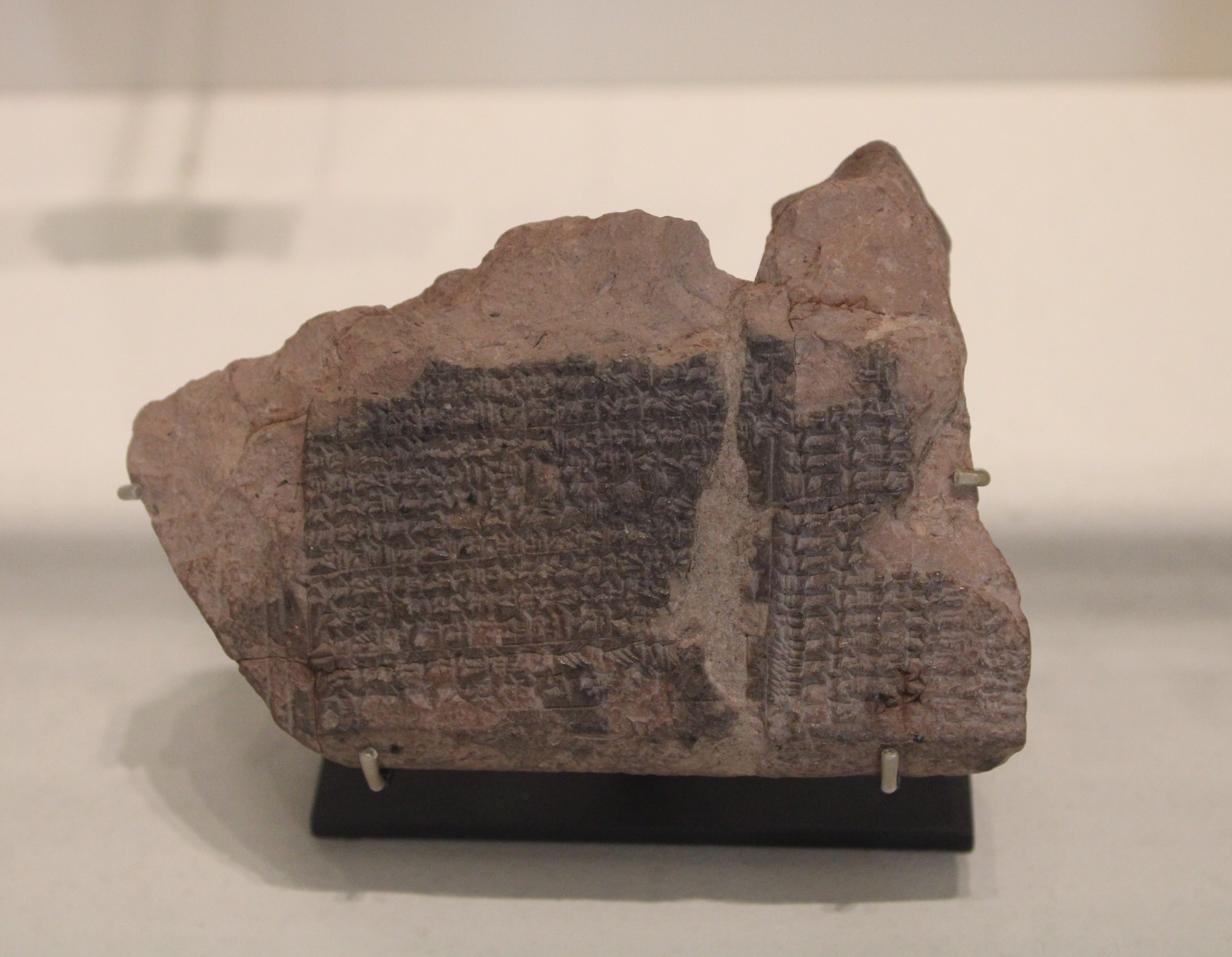
نمای یک‌قطعه لوح از سری نجومی «مول. اپین»؛ از دورهٔ نو بابلی، در موزه لوور.

مول. اپین (به اکدی:𒀯𒀳) عنوانی عرفی است که به چکیده‌ای از نوشته‌های بابلی که با بسیاری از جنبه‌های مختلف اخترشناسی و ستاره‌بینی بابلی مرتبط است، اطلاق می‌شود. این نوشته‌ها ریشه در سنتی کهن‌تر از فهرست‌نویسی ستاره‌ها دارد. مول. اپین به احتمال در حدود ۱۰۰۰ پیش از میلاد گردآوری شده باشد.

این متن اسم ۶۶ ستاره و صورت‌فلکی را فهرست کرده و اطلاعات بیش‌تری دربارهٔ هر کدام‌شان می‌دهد. این اطلاعات شامل زمان طلوع، غروب و تاریخ‌هایی است که به نقطه اوج می‌رسند. این‌ها ساختار بنیادی نقشه ستاره‌های بابلی را مشخص می‌کنند.

## تاریخچه
قدیمی‌ترین نسخه‌ای که تا به حال کشف شده، متعلق به سال ۶۸۶ پیش از میلاد است. با این وجود بیش‌تر پژوهشگران بر این باورند که خود متن باید در حدود ۱۰۰۰ پیش از میلاد گردآوری شده باشد. تازه‌ترین نسخهٔ کشف شده از مول. اپین هم متعلق به سال ۳۰۰ پیش از میلاد است.